# 阔片角蕨
阔片角蕨（学名：Cornopteris latiloba）为蹄盖蕨科角蕨属下的一个种。

## 扩展阅读
- 維基物種上的相關：阔片角蕨